# Philodromus poecilus
Philodromus poecilus là một loài nhện trong họ Philodromidae.
Loài này thuộc chi Philodromus. Philodromus poecilus được Tord Tamerlan Teodor Thorell miêu tả năm 1872.